# Cantó de Saint-Saëns
El cantó de Saint-Saëns és un cantó francès del departament del Sena Marítim, situat al districte de Dieppe. Té 15 municipis i el cap és Saint-Saëns.

## Municipis
- Bosc-Bérenger
- Bosc-Mesnil
- Bradiancourt
- Critot
- Fontaine-en-Bray
- Mathonville
- Maucomble
- Montérolier
- Neufbosc
- Rocquemont
- Sainte-Geneviève
- Saint-Martin-Osmonville
- Saint-Saëns
- Sommery
- Ventes-Saint-Rémy

## Història
| Data d'elecció                           | Identitat       | Partit                    | Qualitat |
| ---------------------------------------- | --------------- | ------------------------- | -------- |
| 1945-1958                                | Henri Paumelle  | Radical                   |          |
| 1958-1970                                | M. Carpentier   | Divers droite             |          |
| 1970-1976                                | M. Gyselinck    | RI                        |          |
| 1976-2001                                | Léon Carpentier | Radical, després UDF      |          |
| 2001-                                    | Francis Sénécal | Divers gauche, després PS |          |
| les dades anteriors no són pas conegudes |                 |                           |          |
|                                          |                 |                           |          |

## Demografia
| A partir de 1990: Població sense dobles comptes |